# NGC 5723
NGC 5723 في الفهرس العام الجديد، هي مجرة، تقع في كوكبة العواء. اكتشفت في 16 أبريل 1855 بواسطة ويليام بارسونز.

## روابط خارجية
- NGC 5723 على موقع ويكي سكاي: DSS2, SDSS, GALEX, IRAS, Hydrogen α, X-Ray, Astrophoto, Sky Map, Articles and images